# Ярвинен, Яана
Яана Марьятта Туликки Ярвинен (фин. ; 19 сентября 1956, Хельсинки — 3 апреля 2012, Турку) — финская актриса
 театра, кино и телевидения. Лауреат премии «Юсси» (2003).

## Биография
В 1979—1982 годах обучалась в Хельсинкской театральной академии. Дебютировала на сцене Городского театре Турку. В 1982—1983 годах выступала в Городском театре Оулу и Городском театре Лаппеенранты (1983—1985). С 1985 года — актриса Городского театра Турку. 
Помимо работы в театре, снялась в около 15 фильмах на телевидении и кино.
Была замужем за актёром Диком Холмстрёмом. У пары было двое сыновей. Скончалась после продолжительной болезни 3 апреля 2012 года в возрасте 55 лет. Похоронена на Кладбище Турку.

## Награды
- Премия Юсси 2003 года за лучшую женскую роль второго плана за фильм «Круг мечты».

## Фильмография
- 1981:	Läpimurto
- 1982:	Piikki
- 1983:	Minä, siili ja trumpetti
- 1988:	Punainen ruukku
- 1990:	Huojuva talo
- 1993:	Niin korkea taivas
- 1993: Hyvien ihmisten kylä (ТВ)
- 1996–1998: Elämän suola (ТВ)
- 2000:	Levottomat
- 2002:	Haaveiden kehä
- 2005:	Tyttö sinä olet tähti
- 2006:	Riisuttu mies
- 2006:	Enon opetukset
- 2011: Vares — Pahan suudelma
- 2012:	Tehdas (ТВ)